# Hòa Bình (huyện)
Hòa Bình là một huyện cũ thuộc tỉnh Bạc Liêu cũ, Việt Nam.

## Địa lý

### Vị trí địa lý
Huyện Hòa Bình cũ nằm ở trung tâm tỉnh Bạc Liêu, giáp với tất cả các huyện, thị xã và thành phố thuộc tỉnh Bạc Liêu (trừ huyện Hồng Dân), có vị trí địa lý:
- Phía đông giáp thành phố Bạc Liêu và huyện Vĩnh Lợi
- Phía tây giáp thị xã Giá Rai và huyện Đông Hải
- Phía nam giáp Biển Đông
- Phía bắc giáp huyện Phước Long.

Trung tâm của huyện là thị trấn Hòa Bình nằm trên tuyến Quốc lộ 1, đây là đầu mối giao thông giữa huyện Hòa Bình với các tỉnh vùng Đồng bằng sông Cửu Long và các huyện, thị xã, thành phố khác trong tỉnh. Với lợi thế này, huyện Hòa Bình có điều kiện để phát huy tiềm năng về đất đai cũng như các nguồn lực khác cho phát triển tổng hợp các ngành kinh tế - xã hội như: nông, lâm nghiệp, thủy hải sản và du lịch – dịch vụ trên địa bàn huyện nói riêng và toàn tỉnh Bạc Liêu nói chung.

### Địa hình
Huyện Hòa Bình thuộc miền đồng bằng ven biển. Phần lớn diện tích đất của huyện có độ cao tuyệt đối dưới 1m; nơi có độ cao tuyệt đối thấp nhất là 0,5m; nơi cao nhất là 2,5m. Với đặc điểm như vậy đã gây ra hiện tượng xâm nhập mặn từ biển ở các mức độ khác nhau.
Vùng bờ biển được bồi đắp gặp điển hình ở ven biển thuộc các xã Vĩnh Hậu, Vĩnh Hậu A, Vĩnh Thịnh,... Theo các kết quả khảo sát từ năm 1968 đến năm 1998, bờ biển huyện Hòa Bình đã mở rộng từ 0,36 đến 0,73 km.

### Khí hậu
Huyện Hòa Bình mang đặc tính khí hậu của vùng bán đảo Cà Mau, chịu ảnh hưởng của chế độ nhiệt đới gió mùa nóng ẩm, một năm phân chia làm 2 mùa rõ rệt: mùa mưa bắt đầu từ tháng 5 đến tháng 11 và mùa khô bắt đầu từ tháng 12 đến tháng 4 năm sau.

### Thủy văn
Huyện Hòa Bình có hệ thống kênh rạch chằng chịt với kênh trục chính là Bạc Liêu - Cà Mau. Chế độ thủy văn của hệ thống kênh rạch trên địa bàn huyện chịu ảnh hưởng giao thoa của thủy triều biển Đông, ngoài ra còn chịu ảnh hưởng của chế độ thủy văn của các sông khá phức tạp.

### Tài nguyên đất
Hệ thống phân loại phát sinh, tài nguyên đất huyện Hòa Bình gồm các nhóm đất sau:
- Nhóm đất cát: Có diện tích 11.36 ha, chiếm 0,03% tổng diện tích tự nhiên của huyện, phân bố dọc theo bờ biển trên địa bàn các xã Vĩnh Hậu, Vĩnh Hậu A,...
- Nhóm đất mặn: Tổng diện tích đất mặn trong toàn huyện là 19.024,7 ha, chiếm 46,14% diện tích tự nhiên toàn huyện. Đất mặn phân bố chủ yếu ở phía Nam Quốc lộ 1 và một phần đất mặn ít dọc theo phía Bắc Quốc lộ 1.
- Nhóm đất phèn: Có diện tích 11.470,47 ha, chiếm 27,8% tổng diện tích tự nhiên toàn huyện. Nhìn chung, đất phèn có hàm lượng lưu huỳnh tổng số rất cao, được xác định có tầng chẩn đoán vật liệu sinh phèn với pH<3,5 và có hàm lượng S>0,75% và thường được chia theo độ sâu khác nhau.

### Tài nguyên nước
- Nguồn nước mặt: nguồn nước được dẫn qua hệ thống kênh, rạch và các công trình ngọt hoá khép kín là nguồn nước mặt ngọt duy nhất phục vụ sản xuất và sinh hoạt của nhân dân.
- Nguồn nước ngầm: nguồn nước ngầm tầng nông nằm sát mặt đất được bổ sung bằng nước mưa và lượng nước từ kênh rạch.

### Tài nguyên rừng
Năm 2014, huyện Hòa Bình có 1.743,16 ha đất rừng phòng hộ, chiếm 4,09% diện tích tự nhiên và bằng 5,52% diện tích đất nông nghiệp. Diện tích rừng phòng hộ ven biển phân bố tập trung tại các xã Vĩnh Thịnh 1.066,82 ha, Vĩnh Hậu 401,36 ha và Vĩnh Hậu A 274,98 ha. Đất rừng của huyện có giá trị phòng hộ che chắn gió, bão, sóng biển, điều hoà khí hậu, cân bằng môi trường sinh thái, bồi tụ, lắng đọng phù sa phục vụ cho 
lấn biển, mở rộng diện tích, nơi cư trú, sinh trưởng của các loại hải sản và giữ vai trò quan trọng trong công tác an ninh quốc phòng. Thành phần thực vật chiếm ưu thế là đước, mắm, vẹt. Về động vật còn có các loại chim, bò sát, ếch nhái, tôm cá nước mặn. Nhìn chung, đất rừng của huyện với thảm thực vật hiện có đã góp phần cố định và tạo điều kiện bồi đắp lớp phủ thổ nhưỡng trên địa bàn huyện, đồng thời là tác nhân quan trọng trong quá trình hình thành các bãi bồi ven biển.

### Tài nguyên biển
Huyện có hơn 20 km bờ biển với vùng lãnh hải và thềm lục địa, có ý nghĩa quan trọng đối với phát triển kinh tế - xã hội và quốc phòng an ninh. Tài nguyên biển phong phú cung cấp nguồn lợi hải sản, cảnh quan môi trường. Đây là vùng biển có lượng hải sản lớn, phong phú về chủng loại có trữ lượng lớn và có giá trị kinh tế cao. Khu vực nước lợ ven biển tạo thành vùng sinh thái đặc thù phong phú có tiềm năng cho phát triển nuôi trồng thủy sản. Bên cạnh đó, với các cửa biển Chùa Phật, Cái Cùng có thể phát triển các tuyến giao thông vận tải, đường thủy và du lịch, là điều kiện thuận lợi để huyện trở thành một khu vực kinh tế toàn diện.

### Tài nguyên nhân văn
Nền văn hoá ở huyện Hòa Bình mang đậm bản sắc văn hoá vùng Đồng bằng sông Cửu Long, đây là địa bàn sinh sống chủ yếu của người Kinh, Hoa, Khmer nên nền văn hoá mang những nét đặc sắc riêng của từng dân tộc. Tuy mỗi dân tộc có phong tục tập quán riêng nhưng bao đời nay vẫn sống hoà thuận, đoàn kết, hội nhập vào cộng đồng chung và đã cùng nhau tạo nên một bản sắc văn hoá độc đáo. Nét văn hoá đờn ca tài tử đã thấm sâu vào lòng người, được nhân dân trong và ngoài nước biết đến. Đờn ca tài tử luôn được trau dồi, rèn giũa và gìn giữ như một nét đẹp truyền thống trong sinh hoạt văn hoá của nhân dân vùng sông nước Đồng bằng sông Cửu Long.

### Thực trạng môi trường
Môi trường sinh thái của huyện cơ bản mang sắc thái tự nhiên vùng Đồng bằng sông Cửu Long. Những nét đặc trưng của điều kiện tự nhiên chi phối tới vấn đề môi trường sinh thái của huyện là:
- Đất phèn và đất mặn chiếm ưu thế, hiện tượng xâm nhập mặn ở khắp huyện với mức độ khác nhau đối với từng tiểu vùng. Xa nguồn nước ngọt, nước mưa là nguồn nước ngọt chính. Do những đặc trưng trên đã tạo ra các hệ sinh thái khá nhạy cảm với những tác động về môi trường. Trong những năm gần đây, diện tích nuôi trồng thủy sản đã tăng nhanh nhưng các mô hình đa canh, xen canh, luân canh chưa được khẳng định. Vì thế bên cạnh những thành tựu kinh tế đạt được việc sử dụng các nguồn tài nguyên tiềm ẩn nhiều nguy cơ gây tổn hại không nhỏ về môi trường. Bên cạnh đó sự gia tăng dân số, quá trình đô thị hoá cũng có tác động tới môi trường.
- Môi trường nước ở các kênh, rạch đang tiếp tục bị ô nhiễm do nước thải, rác thải sinh hoạt, sản xuất từ các ao nuôi tôm, chuồng trại chăn nuôi đổ xuống. Các chất thải từ nuôi trồng thủy sản, lượng vôi bột làm vệ sinh vuông tôm đã làm cho môi trường đất, nước trên các kênh, rạch và môi trường không khí ít nhiều bị ô nhiễm ở những mức độ khác nhau. Từ những vấn đề nêu trên, trong thời gian tới cùng với quá trình khai thác nguồn lợi một cách tối đa để phát triển kinh tế - xã hội, nâng cao chất lượng cuộc sống thì việc tái tạo cảnh quan, bảo vệ môi trường phát triển bền vững là vô cùng cần thiết.

## Hành chính
Huyện Hoà Bình có 8 đơn vị hành chính cấp xã trực thuộc, bao gồm thị trấn Hòa Bình (huyện lỵ) và 7 xã: Minh Diệu, Vĩnh Bình, Vĩnh Hậu, Vĩnh Hậu A, Vĩnh Mỹ A, Vĩnh Mỹ B, Vĩnh Thịnh.
Bản đồ hành chính huyện Hòa Bình, tỉnh Bạc Liêu
| \| Tên \| Diện tích năm 2024 (km²) \| Dân số năm 2024 (người) \| Mật độ (người/km²) \| Hành chính \| Loại đô thị \| Năm công nhận \| \| ------------ \| ------------------------ \| ----------------------- \| ------------------ \| ---------- \| ----------- \| ------------- \| \| Thị trấn (1) \| \| \| \| \| \| \| \| Hòa Bình \| 26,54 \| 25.794 \| 971 \| 8 ấp \| Loại V \| \| \| Xã (7) \| \| \| \| \| \| \| \| Minh Diệu \| 40,72 \| 15.558 \| 382 \| 12 ấp \| \| \| \| Vĩnh Bình \| 38,73 \| 17.939 \| 463 \| 9 ấp \| \| \| \| Vĩnh Hậu \| 62,56 \| 14.099 \| 225 \| 6 ấp \| \| \| \| Vĩnh Hậu A \| 64,25 \| 9.852 \| 153 \| 6 ấp \| \| \| \| Vĩnh Mỹ A \| 51,62 \| 20.397 \| 395 \| 12 ấp \| \| \| \| Vĩnh Mỹ B \| 36,33 \| 18.790 \| 517 \| 8 ấp \| \| \| \| Vĩnh Thịnh \| 105,94 \| 17.948 \| 169 \| 7 ấp \| Loại V \| 2022 \| \| Toàn huyện \| 426,69 \| 140.377 \| 328 \| 68 ấp \| \| \| |                          |                         |                    |            |             |               |
| Tên | Diện tích năm 2024 (km²) | Dân số năm 2024 (người) | Mật độ (người/km²) | Hành chính | Loại đô thị | Năm công nhận |
| Thị trấn (1) |                          |                         |                    |            |             |               |
| Hòa Bình | 26,54                    | 25.794                  | 971                | 8 ấp       | Loại V      |               |
| Xã (7) |                          |                         |                    |            |             |               |
| Minh Diệu | 40,72                    | 15.558                  | 382                | 12 ấp      |             |               |
| Vĩnh Bình | 38,73                    | 17.939                  | 463                | 9 ấp       |             |               |
| Vĩnh Hậu | 62,56                    | 14.099                  | 225                | 6 ấp       |             |               |
| Vĩnh Hậu A | 64,25                    | 9.852                   | 153                | 6 ấp       |             |               |
| Vĩnh Mỹ A | 51,62                    | 20.397                  | 395                | 12 ấp      |             |               |
| Vĩnh Mỹ B | 36,33                    | 18.790                  | 517                | 8 ấp       |             |               |
| Vĩnh Thịnh | 105,94                   | 17.948                  | 169                | 7 ấp       | Loại V      | 2022          |
| Toàn huyện | 426,69                   | 140.377                 | 328                | 68 ấp      |             |               |

## Lịch sử

### Tên gọi
Hòa Bình vốn là tên của thị trấn Hòa Bình, trung tâm của huyện Vĩnh Lợi trước đây (huyện Hòa Bình và huyện Vĩnh Lợi bây giờ). Sau khi tách huyện từ năm 2005, tên thị trấn được lấy để đặt tên cho huyện Hòa Bình.

### Lịch sử

#### Trước năm 2005
Thời Pháp thuộc và sau đó là thời Việt Nam Cộng hòa, Hòa Bình chỉ là tên làng (sau năm 1956 gọi là xã) trực thuộc quận Vĩnh Lợi, tỉnh Bạc Liêu. Tuy nhiên, quận lỵ quận Vĩnh Lợi lại được đặt tại làng Vĩnh Lợi (sau năm 1956 gọi là xã Vĩnh Lợi, nay tương ứng với các phường 1, 2, 3, 5, 7, 8, Nhà Mát và xã Hiệp Thành thuộc thành phố Bạc Liêu) cho đến năm 1975.
Sau năm 1975, huyện lỵ huyện Vĩnh Lợi được dời về xã Hòa Bình.
Ngày 25 tháng 7 năm 1979, Hội đồng Bộ trưởng ban hành Quyết định số 275-CP về việc:
- Đổi tên xã Hòa Bình thành xã Vĩnh Lợi.
- Còn xã Vĩnh Lợi trước năm 1975 thì nay đã thuộc về thị xã Minh Hải (tên gọi lúc bấy giờ của thành phố Bạc Liêu ngày nay).

Ngày 14 tháng 2 năm 1987, Hội đồng Bộ trưởng ban hành Quyết định số 33B-HĐBT về việc:
- Tách một phần diện tích và dân số của xã Vĩnh Hậu để sáp nhập vào xã Vĩnh Lợi.
- Tách ấp Láng Dài của xã Vĩnh Lợi để sáp nhập vào xã Long Thạnh.
- Giải thể xã Vĩnh Lợi để thành lập thị trấn Hòa Bình (thị trấn huyện lỵ huyện Vĩnh Lợi).

Trước năm 2005, vùng đất của huyện Hòa Bình ngày nay là một phần của huyện Vĩnh Lợi, tỉnh Bạc Liêu. Huyện lỵ huyện Vĩnh Lợi khi đó đặt tại thị trấn Hòa Bình.

#### Từ năm 2005 đến nay
Ngày 26 tháng 7 năm 2005, Chính phủ ban hành Nghị định số 96/2005/NĐ-CP (nghị định có hiệu lực từ ngày 1 tháng 10 năm 2005) về việc thành lập huyện Hòa Bình thuộc tỉnh Bạc Liêu trên cơ sở 41.133 ha diện tích tự nhiên và 102.063 nhân khẩu của huyện Vĩnh Lợi.
Huyện Hòa Bình có 41.133 ha diện tích tự nhiên và 102.063 nhân khẩu, có 8 đơn vị hành chính trực thuộc, bao gồm 7 xã: Minh Diệu, Vĩnh Bình, Vĩnh Mỹ A, Vĩnh Mỹ B, Vĩnh Thịnh, Vĩnh Hậu, Vĩnh Hậu A và thị trấn Hoà Bình.
Ngày 28 tháng 4 năm 2025, HĐND tỉnh Bạc Liêu ban hành Nghị quyết số 13/NQ-HĐND về việc tán thành chủ trương sắp xếp đơn vị hành chính cấp xã của tỉnh Bạc Liêu năm 2025. Theo đó, sắp xếp 8 đơn vị hành chính cấp xã của huyện Hòa Bình thành 3 đơn vị hành chính cấp xã.
- Thành lập xã Hòa Bình trên cơ sở thị trấn Hòa Bình, xã Vĩnh Mỹ A và xã Long Thạnh, huyện Vĩnh Lợi.
- Thành lập xã Vĩnh Hậu trên cơ sở 3 xã: Vĩnh Hậu, Vĩnh Hậu A, Vĩnh Thịnh.
- Thành lập xã Vĩnh Mỹ trên cơ sở 3 xã: Minh Diệu, Vĩnh Bình, Vĩnh Mỹ B.

Huyện Hòa Bình có 3 xã: Hòa Bình, Vĩnh Hậu, Vĩnh Mỹ.
Ngày 12 tháng 6 năm 2025, Quốc hội ban hành Nghị quyết số 202/2025/QH15 về việc sắp xếp đơn vị hành chính cấp tỉnh (nghị quyết có hiệu lực từ ngày 12 tháng 6 năm 2025). Theo đó, sáp nhập tỉnh Bạc Liêu vào tỉnh Cà Mau.
Ngày 16 tháng 6 năm 2025, Quốc hội ban hành Nghị quyết số 203/2025/QH15 về việc Sửa đổi, bổ sung một số điều của Hiến pháp nước Cộng hòa xã hội chủ nghĩa Việt Nam. Theo đó, kết thúc hoạt động của đơn vị hành chính cấp huyện trong cả nước từ ngày 1 tháng 7 năm 2025.

## Kinh tế - xã hội

### Kinh tế

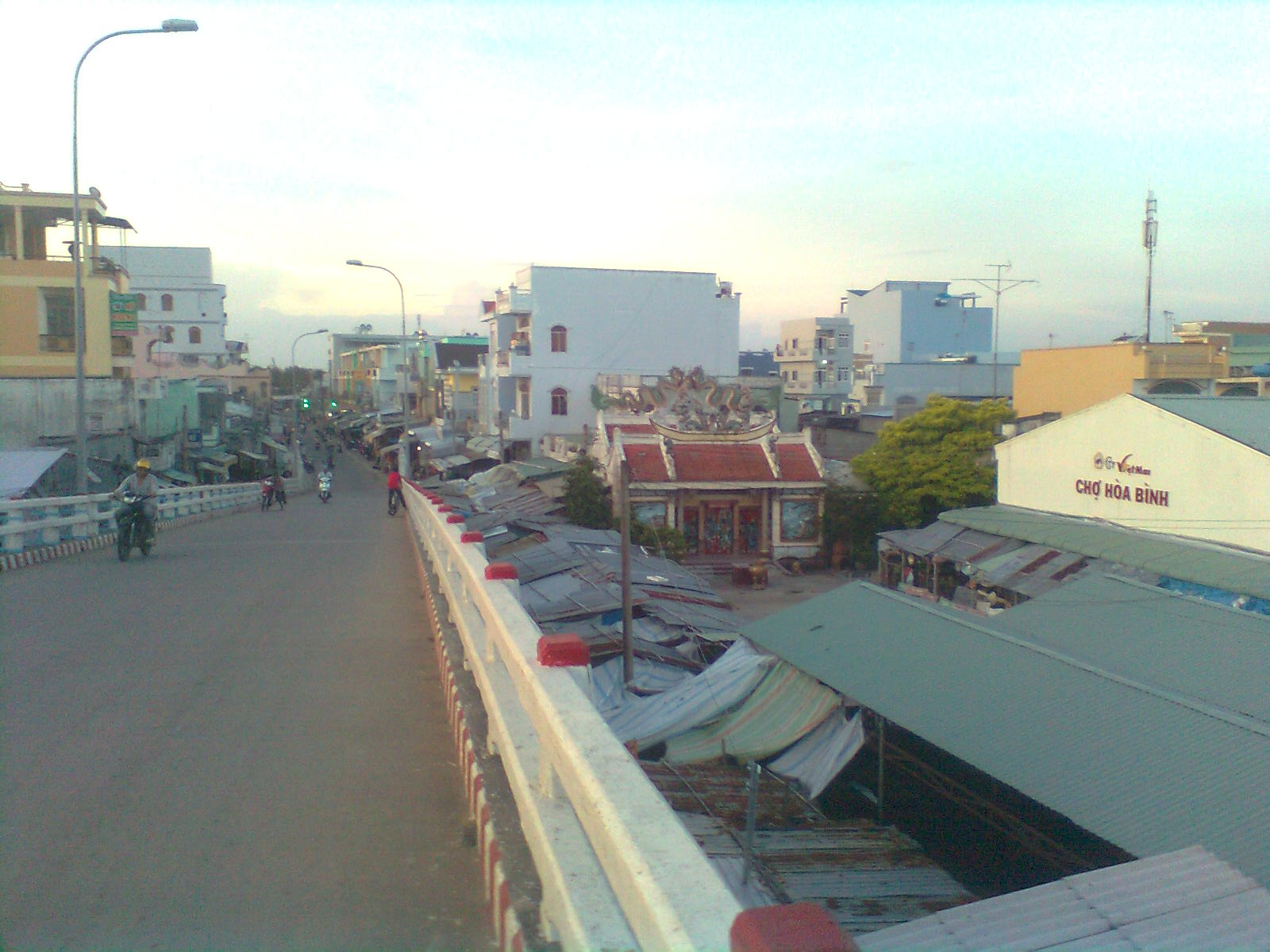
Chợ Hòa Bình từ cầu Hòa Bình nhìn xuống

Tốc độ tăng trưởng kinh tế khá cao, tăng trưởng kinh tế bình quân 5 năm 2016 – 2020 đạt 8,27%, vượt chỉ tiêu Nghị quyết đề ra (chỉ tiêu 6,5%); Tổng sản phẩm bình quân đầu người (GRDP) tăng từ 35 triệu đồng/người/năm vào 2015 lên 56 triệu đồng/người/năm (chỉ tiêu đề ra 55 triệu đồng); tổng vốn đầu tư toàn xã hội đạt 31.725 tỷ đồng, tăng 3,6% so với chỉ tiêu.
Cơ cấu kinh tế chuyển dịch tích cực theo hướng giảm dần tỷ trọng nông nghiệp, tăng dần công nghiệp, dịch vụ; trong đó khu vực khu vực nông nghiệp giảm từ 44% năm 2015 xuống 40%; khu vực công nghiệp tăng từ 27% năm 2015 lên 29,5%, khu vực dịch vụ tăng từ 29% năm 2015 lên 30,5%.
Chất lượng tăng trưởng kinh tế ngày càng cải thiện. Ngành nông nghiệp có sự phát triển mạnh cả về quy mô, năng suất, sản lượng, với nhiều mô hình ứng dụng công nghệ cao. Công nghiệp và xây dựng phát huy tốt các tiềm năng, thế mạnh; thương mại dịch vụ phát triển khá và chất lượng ngày càng được nâng cao, đáp ứng nhu cầu sản xuất, tiêu thụ, hưởng thụ của người dân, góp phần quan trọng trong phát triển kinh tế.

### Nông nghiệp

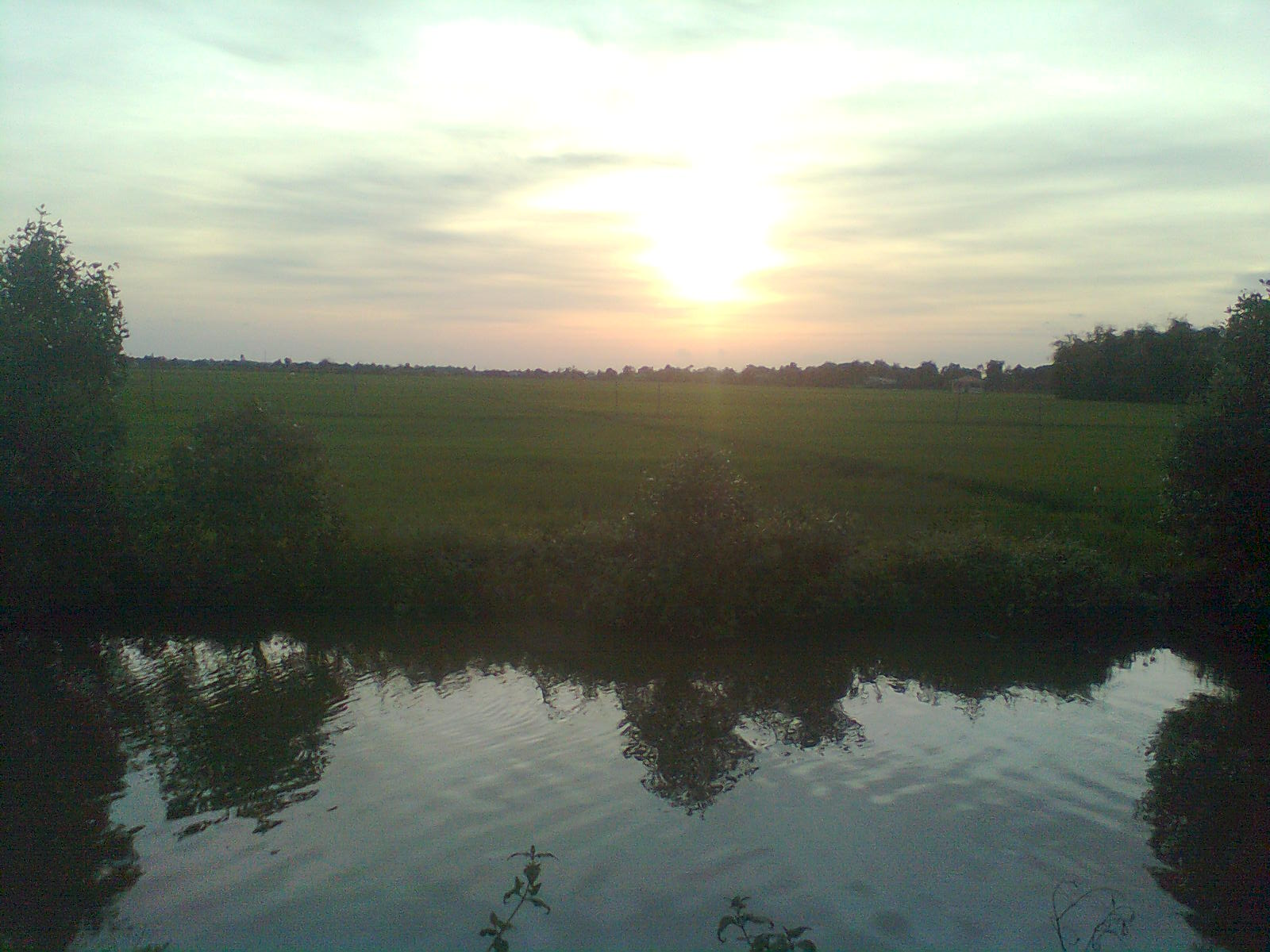
Cánh đồng lúa tại xã Vĩnh Mỹ A

Toàn huyện đã tập trung triển khai thực hiện tái cơ cấu ngành nông nghiệp theo hướng phát triển bền vững và đạt kết quả tích cực; sản lượng, năng suất, chất lượng đều có bước phát triển khá; triển khai nhân rộng nhiều mô hình sản xuất có hiệu quả như: mô hình nuôi tôm siêu thâm canh ứng dụng công nghệ cao, nuôi tôm thâm canh, bán thâm canh, quảng canh cải tiến, nuôi thủy sản kết hợp. Diện tích nuôi trồng thủy sản là 16.327 ha, trong đó diện tích nuôi tôm thâm canh và bán thâm canh là 8.100 ha, tăng 1.064 ha so với năm 2016; tổng giá trị sản xuất khu vực nông, lâm, thủy sản đã tăng từ 4.698 tỷ đồng (theo giá 2010) năm 2016 lên 7.863 tỷ đồng (bình quân tăng 5,71%/năm).
Cùng với hoạt động nuôi trồng, hoạt động đánh bắt thủy sản luôn được quan tâm chỉ đạo, hỗ trợ ngư dân bám biển; tổng sản lượng nuôi trồng và đánh bắt thủy sản đạt 58.313 tấn (đạt 119,98% chỉ tiêu), trong đó sản lượng tôm là 34.700 tấn (đạt 130,94% chỉ tiêu).
Tập trung tổ chức lại sản xuất, quy hoạch cải tạo đồng ruộng và chuyển dịch cơ cấu trong nội bộ ngành đúng hướng; tăng mô hình liên kết sản xuất theo chuỗi giá trị, chuyển đổi cơ cấu giống lúa và sử dụng lúa giống chất lượng cao; vận động nhân dân tham gia xây dựng cánh đồng lớn và liên kết với các doanh nghiệp bao tiêu sản phẩm nông nghiệp cho nông dân; đến nay, toàn huyện có 6 cánh đồng mẫu lớn, với diện tích 800 ha (Vĩnh Mỹ B 260 ha; Vĩnh Bình 110 ha; Minh Diệu 430 ha). Tổng sản lượng lúa 199.100 tấn (đạt 107,27% chỉ tiêu), đã có nhiều doanh nghiệp, hợp tác xã cùng người dân liên kết sản xuất gắn với bao tiêu, hàng năm có gần 21.800 ha diện tích lúa được bao tiêu, chiếm tỷ lệ 70% tổng diện tích gieo trồng. Mô hình đưa màu xuống ruộng đã mang lại hiệu quả kinh tế cao; chăn nuôi phát triển khá ổn định, công tác phòng, chống dịch bệnh gia súc, gia cầm được tăng cường, chủ động khống chế, không để lây lan trên diện rộng.

### Công nghiệp - xây dựng
Công nghiệp - xây dựng duy trì tốc độ tăng trưởng khá, quy mô sản xuất được mở rộng, không ngừng cải tiến, đổi mới dây chuyền công nghệ, nâng cao năng suất, chất lượng và năng lực cạnh tranh. Giá trị sản xuất đạt 3.513 tỷ đồng (giá so sánh năm 2010), tăng bình quân 8,13%/năm. Các doanh nghiệp đã tích cực đầu tư, mở rộng sản xuất, ứng dụng công nghệ và đổi mới công tác quản lý, nâng cao chất lượng sản phẩm và năng lực sản xuất.
Công tác quy hoạch, quản lý xây dựng có nhiều tiến bộ, hoàn thành quy hoạch đô thị thị trấn Hòa Bình, Cái Cùng và quy hoạch các trung tâm xã. Tập trung quản lý tốt hệ thống dịch vụ xã hội đô thị hiện hữu đáp ứng nhu cầu của dân cư đô thị và nông thôn; đã được phê duyệt quy hoạch chi tiết cụm công nghiệp Vĩnh Mỹ, huyện Hòa Bình tỷ lệ 1/1.000.

### Thương mại - dịch vụ
Thương mại dịch vụ có bước phát triển khá cả về số lượng và quy mô kinh doanh, phương thức hoạt động ngày càng đa dạng, tạo ra các kênh lưu thông hàng hóa thông suốt từ đô thị đến nông thôn, đáp ứng tốt nhu cầu vật tư, hàng hóa phục vụ sản xuất và đời sống của nhân dân; cơ sở vật chất được tăng cường, hệ thống chợ, trung tâm thương mại được đầu tư xây dựng, nâng cấp. Giá trị sản xuất năm 2020 đạt 1.306 tỷ đồng (giá so sánh năm 2010), tăng 524 tỷ đồng so với năm 2016. Doanh thu thương mại dịch vụ tiếp tục tăng khá trong điều kiện khó khăn. Nhiều doanh nghiệp thương mại đã củng cố và phát triển hệ thống phân phối, triển khai các loại hình kinh doanh, dịch vụ mới theo hướng hiện đại và chuyên nghiệp. Tổng mức bán lẻ hàng hóa và doanh thu dịch vụ tiêu dùng tăng qua từng năm, năm 2020 đạt 5.149,21 tỷ đồng (tăng bình quân giai đoạn 2016 – 2020 là 15,78%/năm).
Dịch vụ vận tải, bưu chính viễn thông, công nghệ thông tin tiếp tục phát triển. Thông tin liên lạc có bước phát triển mạnh, có nhiều loại hình dịch vụ mới, ứng dụng công nghệ thông tin được tăng cường. Hoạt động dịch vụ có chuyển biến tích cực, bước đầu đã hình thành các loại hình du lịch sinh thái, du lịch văn hóa, tín ngưỡng; các công trình văn hóa, tôn giáo, di tích lịch sử được quan tâm đầu tư nâng cấp như: Chùa Đìa Chuối tại xã Vĩnh Bình; Đình Vĩnh Mỹ tại xã Vĩnh Mỹ A; Miếu Thành Hoàng tại thị trấn Hòa Bình; lăng ông Duyên Hải tại xã Vĩnh Thịnh,...

### Xã hội

#### Giáo dục
Toàn huyện có 34 trường: 10 trường mầm non, 17 trường tiểu học, 7 trường trung học cơ sở, 3 trường trung học phổ thông với 621 lớp: Mầm non: 97 lớp, Tiểu học: 314 lớp, THCS: 151 lớp, THPT: 59 lớp.
Hiện tại trên huyện Hòa Bình có:
7 trường THCS
- THCS Hòa Bình, thị trấn Hòa Bình
- THCS Vĩnh Mỹ B, xã Vĩnh Mỹ B.
- THCS Vĩnh Mỹ A, xã Vĩnh Mỹ A.
- THCS Vĩnh Hậu, xã Vĩnh Hậu.
- THCS Vĩnh Thịnh, xã Vĩnh Thịnh.
- THCS Minh Diệu, xã Minh Diệu.
- THCS Đông Hải, xã Vĩnh Hậu A.

3 trường THPT
- THPT Lê Thị Riêng (trường THPT Vĩnh Lợi trước đây)
- THCS – THPT Trần Văn Lắm
- THPT Dân tộc Nội trú tỉnh Bạc Liêu.

## Dân số
Huyện Hòa Bình có diện tích tự nhiên là 426,49 km², dân số năm 2018 là 111.899 người, mật độ dân số 262 người/km². Trong đó, dân số sống ở thành thị là 22.162 người chiếm tỉ lệ 19,81% và dân số sống ở nông thôn là 89.737 người chiếm tỉ lệ 80,19%. Dân tộc: gồm 3 dân tộc chính là Kinh, Khmer, Hoa và các dân tộc khác sống đan xen với nhau.
Năm 2019, huyện Hòa Bình có dân số là 117.883 người.
Năm 2020, dân số toàn huyện Hòa Bình là 118.598 người, trong đó: dân số thành thị là 22.620 người chiếm 19,07%, dân số nông thôn là 95.978 người chiếm 80,93%.
Theo thống kê ngày 1 tháng 11 năm 2021, dân số huyện Hòa Bình là 119.290 người. Trong đó, dân số thành thị là 22.783 người (19,10%), dân số nông thôn là 96.507 người (80,90%).
Tính đến hết năm 2021, huyện có 119.370 người.
Năm 2022, huyện Hòa Bình có dân số là 119.679 người, mật độ dân số đạt 280 người/km².
Huyện Hòa Bình có diện tích 426 km², dân số năm 2022 là 119.988 người, mật độ dân số đạt 282 người/km².
Huyện Hòa Bình có diện tích 426,69 km², dân số quy đổi tính đến ngày 31/12/2022 là 137.659 người, mật độ dân số đạt 322 người/km².
Huyện Hòa Bình có diện tích 426,69 km², dân số tính đến ngày 31/12/2023 là 120.118 người, mật độ dân số đạt 281 người/km².

Huyện Hòa Bình có diện tích 426,69 km², dân số tính đến ngày 31/12/2024 là 140.377 người, mật độ dân số đạt 328 người/km².

## Văn hóa
Trên địa bàn huyện Hòa Bình hiện có một số di tích như:
- Đình Vĩnh Mỹ
- Thành Hoàng Cổ Miếu
- Đình Bình An.

## Du lịch
- Khu du lịch Điện gió Hòa Bình 1 (Hoa Binh 1 Wind Farm Resort) và Hòa Bình 2 : Ấp 12, xã Vĩnh Hậu A.
- Nhà máy Điện gió Hòa Bình 5 (trên đất liền): Ấp Vĩnh Mới, xã Vĩnh Thịnh và xã Vĩnh Hậu.
- Khu du lịch sinh thái Gió Rừng: Ấp 15, xã Vĩnh Hậu A.

## Giao thông

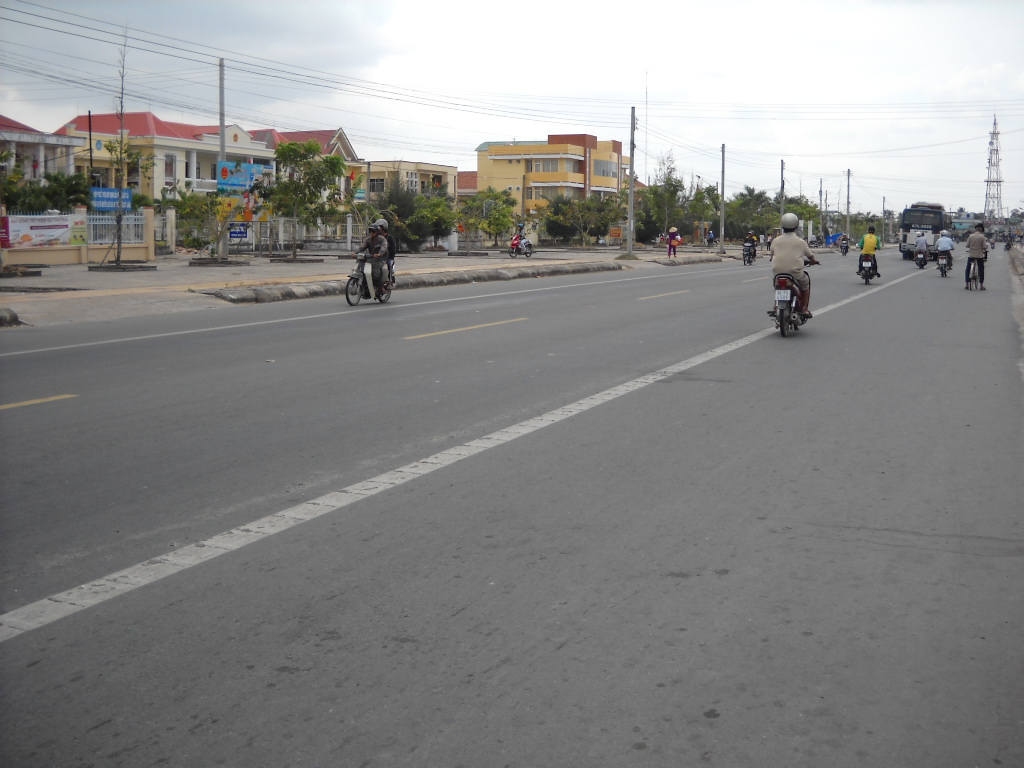
Quốc lộ 1 đi qua Thị trấn Hòa Bình, huyện Hòa Bình

### Giao thông đường bộ
Hiện trạng mạng lưới giao thông đường bộ của huyện như sau: 
- Tuyến Quốc lộ 1: chạy qua huyện dài 12 km hiện đã được nâng cấp bằng nguồn vốn vay của Ngân hàng Thế giới với mặt đường thảm nhựa rộng 12m. Đây là tuyến đường kết nối huyện và tỉnh Bạc Liêu với các khu vực kinh tế lân cận như thành phố Cà Mau, Cần Thơ và xa hơn là thành phố Hồ Chí Minh.
- Tuyến đường tỉnh ĐT.997 (Giồng Nhãn – Gành Hào): chạy qua huyện dài 18 km, mặt đường trải nhựa, là tuyến đường ven biển kết nối các khu nuôi trồng thủy sản trên địa bàn tỉnh và huyện Hòa Bình, đi qua các xã Vĩnh Hậu A, Vĩnh Hậu và Vĩnh Thịnh. Đây là tuyến đường có ý nghĩa chiến lược trong phát triển kinh tế, đảm bảo an ninh quốc phòng đối với huyện Hòa Bình và tỉnh Bạc Liêu.
- Tuyến đường tỉnh ĐT.978: chạy dọc theo bờ Tây kênh Xáng Ngan Dừa – Cầu Sập, là tuyến trục đường quan trọng với chức năng kết nối khu vực thành phố Bạc Liêu góp phần thúc đẩy sự phát triển của huyện Hòa Bình.
- Tuyến ĐT.978B (TT. Hòa Bình – Vĩnh Hậu): dài 9,00 km chạy dọc kinh Chùa Phật nối thị trấn Hòa Bình với xã Vĩnh Hậu.
- Tuyến ĐT.979 (Vĩnh Mỹ B – Vĩnh Bình) dài trên 10 km chạy qua địa phận xã Vĩnh Bình và Vĩnh Mỹ B nối liền với tuyến Quốc lộ 1, đây cũng là tuyến đường có tính chất quan trọng trong sự phát triển kinh tế của huyện.

Ngoài ra, trên địa bàn huyện có 10 tuyến huyện lộ đạt tiêu chuẩn đường cấp IV, chiều rộng mặt đường chỉ khoảng từ 2m đến 3,5m đủ cho một làn xe; cao độ mặt đường phần lớn thấp so với mực nước lũ nên có chỗ vẫn bị ngập nước trong mùa mưa, vì vậy không ổn định được quanh năm; tải trọng của các tuyến đường này không được cao, khoảng 5–10 tấn.
Đến năm 2020, có 7/8 xã, thị trấn đã có đường ô tô vào tới trung tâm. Vận tải hàng hóa trong và ngoài huyện được đảm bảo thuận lợi và thông suốt. Tính đến nay giao thông nông thôn của huyện Hòa Bình đang được đầu tư phát triển mạnh do được tỉnh hỗ trợ về vốn và huy động nhân dân đóng góp. Hàng năm huyện xây dựng được hàng chục km đường giao thông các loại.

### Giao thông đường thủy
Mạng lưới giao thông đường thủy trên địa bàn huyện Hòa Bình chủ yếu là tuyến kênh Cà Mau – Bạc Liêu được xem là hệ thống kênh huyết mạch phục vụ vận chuyển hàng hóa bằng đường thủy; ngoài ra còn có những tuyến kênh rạch vừa và nhỏ. Trong những năm gần đây giao thông đường thủy của huyện luôn được đầu tư và xây dựng, đáp ứng được nhu vận chuyển bằng đường thủy của người dân trong huyện. Cùng với sự phát triển của hệ thống giao thông đường thủy là phát triển các bến tàu vừa và nhỏ trên các tuyến kênh đáp ứng được nhu cầu vận chuyển hàng hóa và di chuyển của người dân trên địa bàn huyện.

## Kết nghĩa
Huyện Yên Khánh, tỉnh Ninh Bình.